# Новогригоровка (Криворожский район)
Новогриго́ровка (укр. Новогригорівка) — село,
Златоустовский сельский совет,
Криворожский район,
Днепропетровская область,
Украина.
Код КОАТУУ — 1221882404. Население по переписи 2001 года составляло 114 человек.

## Географическое положение
Село Новогригоровка находится на левом берегу реки Каменка,
выше по течению на расстоянии в 2 км расположено село Излучистое,
ниже по течению на расстоянии в 2 км расположено село Каменское,
на противоположном берегу — село Златоустовка.